# عصوية ذهبية سنجانية
عصوية ذهبية سنجانية (الاسم العلمي: Chryseobacterium xinjiangense) هي نوع من البكتيريا، سلبية الغرام، تتبع جنس عصوية ذهبية.